# Sangue blu (film 1914)
Sangue blu è un film del 1914 diretto da Nino Oxilia.
La protagonista della pellicola è Francesca Bertini.

## Trama
Alla principessa di Monte Cabello, divorziata dal marito, viene concessa la custodia della figlia. L'amante del suo ex marito ingaggia investigatori privati che riescono ad ottenere fotografie apparentemente incriminanti della principessa con Jacques Wilson. La principessa è devastata; le viene tolta la figlia e cade nelle grinfie di Wilson, che per pagare i suoi debiti di gioco la costringe a umiliarsi comparendo in un gioco. La principessa invia una nota a l principe di Monte Cabello dove dichiara che non comprometterà più il suo nome.

## Restauro
Il film è stato restaurato dalla Nederlands Filmmuseum in collaborazione con la Cineteca di Bologna, questa edizione restaurata è disponibile in dvd dal 2013 come parte della collana "Cinemalibero" della Cineteca di Bologna.